# Vretenca
Vretenca ili vilinski konjici (lat. Odonata) su red srednje velikih do velikih kukaca duguljasta tijela, s dva para jednakih ili podjednakih, opnastih, prozirnih krila mrežaste nervature, slabih nogu. Izvrsni su letači i u letu love druge kukce.

## Izgled
Usni organi snažni su i prilagođeni za griženje. Na glavi su kratka ticala i velike oči sastavljene od triju dijelova. Često su izrazite boje, katkad metalnoga sjaja.

## Razvoj
Žive uz vodu u koju ženka polaže jaja. Razvoj je nepotpun. Ličinke koje žive na dnu stajaćih voda veliki su grabežljivci. Trče jakim nogama, a dišu uzdušničkim škrgama na kraju zatka ili u stražnjem crijevu.

## Klasifikacija
U podred sličnokrilaca (Zygoptera), svrstana su vretenca s dva para posve jednakih krila koja pri mirovanju usprave. Najpoznatije su porodice i vrste: 
- sjajna vretenca (Calopterygidae)
  - konjska smrt (Calopteryx virgo), u Hrvatskoj najčešća vrsta
  - prugasto sjajno vretence (Calopteryx splendens)
- zelendjevice (Lestidae)
- Platycnemididae
- Agrionidae
  - plava vodendjevojčica (Agrion puella)

U podred nejednakokrilaca (Anisoptera) svrstana su vretenca kojima su stražnja krila šira od prednjih, a pri mirovanju ih drže položena. Najpoznatije su porodice i vrste: 
- kraljevska vretenca (Aeschnidae)
  - kraljevsko vretence (Anax imperator)
  - žuti ban (Aeshna isoscels)
  - modri kralj (Aeshna cyanea)
- Gomphidae
- Cordulegasteridae
- Coenagrionidae
  - veliika mora (Ischnura elegans)
- Libellulidae
  - četveropjego vretence (Libellula quadrimaculata)
- smaragdna vretenca (Corduliidae)
  - obično smaragdno vretence (Cordulia aeneaturfosa)[1]

U Hrvatskoj su rizične, ugrožene i kritično ugrožene vrste: sredozemna zelendjevica (Lestes barbarus), mala zelendjevica (Lestes virens), velika zelendjevica (Lestes macrostigma), zeleni kralj (Aeshna viridis) i konavoski knez (Caliaeschna microstigma).